# Алёшково (Ростовский район)
Алёшково — село в сельском поселении Ишня Ростовского района Ярославской области. Находится в 20 километрах от Ростова. Население на 1 января 2010 года — 6 чел.

## История
«Согласно некоторым источникам село Алёшково — родина легендарного богатыря Алёши Поповича.»
Входило в Зверинцевскую волость Ростовского уезда Ярославской губернии.
В 1881 году в Алёшкове была открыта сельская школа.

## Храмы
В селе имеется церковь Покрова Пресвятой Богородицы 1807 года постройки, пятиглавая каменная с такою же колокольней, построенная на средства прихожан.
Ранее в селе существовали два деревянных храма, которые в 1790 году были упразднены из-за ветхости, и вместо них был построен каменный храм с двумя приделами: Покрова Пресвятой Богородицы и во имя Архистратига Михаила и всех сил бесплотных. Приход был закрыт в 1937 году, помещения использовались под склад.
К приходу церкви с. Алёшково в 1908 году относилось само село и деревни Чурилово, Селище, Новосёлки, Фёдоровское, Власково. Приход насчитывал 952 прихожанина.

## Население
| 1859 | 2007 | 2010 |
| ---- | ---- | ---- |
| 232  | ↘8   | ↘6   |

Динамика численности населения: